# Cofradía Gastronómica del Real Botillo del Bierzo

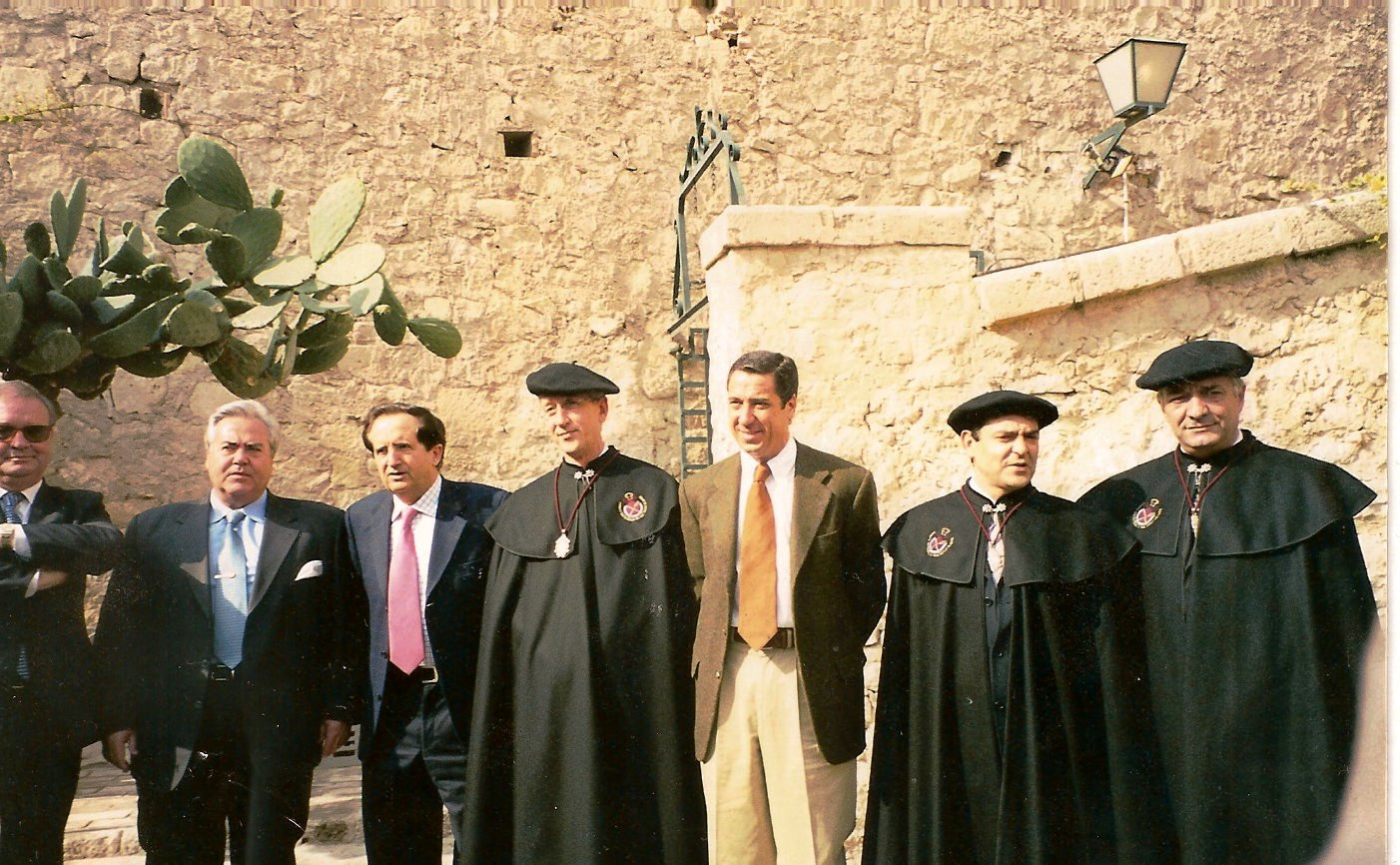
Miembros de la Cofradía Gastronómica del Real Botillo del Bierzo en la Comunidad Valenciana. Con ellos se puede ver a Juan José Lucas y a Eduardo Zaplana.

La Cofradía Gastronómica del Real Botillo del Bierzo es una sociedad gastronómica de El Bierzo que promociona el embutido emblemático de la comarca, el botillo. Está patrocinada por el Consejo Regulador de la Indicación Geográfica Protegida Botillo de El Bierzo.
Ha realizado numerosos actos, tanto dentro de El Bierzo como en el resto de España, Europa e, incluso, en otros continentes.

## Cofrades

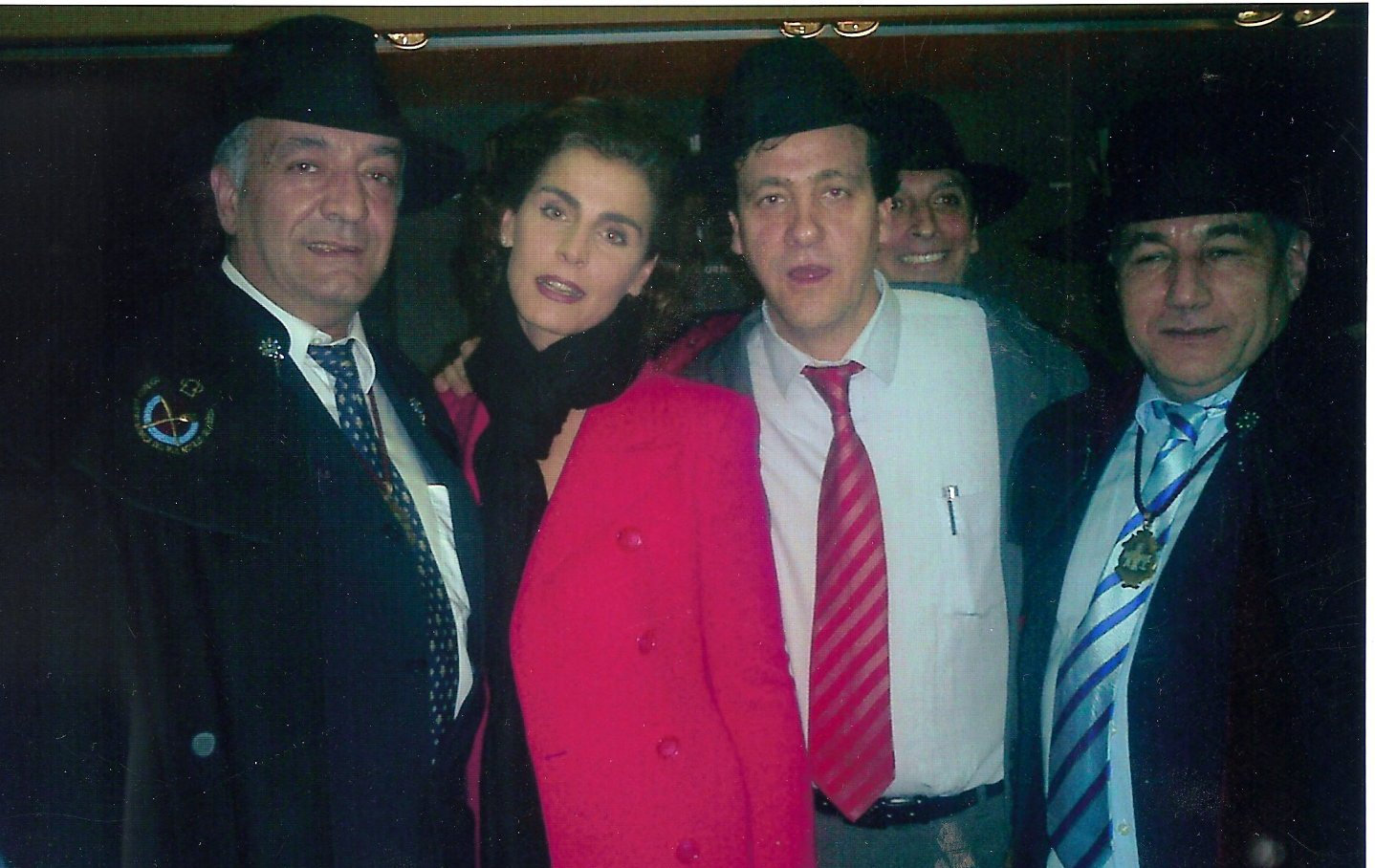
Varios Cofrades con Antonia Dell’Atte (Cofrade de Honor).

La Cofradía está formada por Cofrades "normales" o "de número" y Cofrades de Honor. Todos ellos visten capa española negra , con el escudo de la Cofradía, y sombrero del mismo color (al principio se usaba una boina que posteriormente se sustituyó por el sombrero) y un medallón en el pecho sujeto por un cordón con la Cruz de Peñalba, enmarcada en un escudo, en el anverso y el nombre de la Cofradía en el reverso.

### Cofrades de número
Entre los primeros se encuentran conocidas personalidades de la sociedad berciana como el actual (año 2009) Presidente de la Cofradía José Luis Ramón Corral, a su vez presidente del Consejo Comarcal del Bierzo, los empresario Miguel Ángel Marqués y Pedro Silvano, Luis Linares Merayo, entre mucho otros.

### Cofrades de Honor
Entre las personas que han sido nombrados Cofrades de Honor encontramos personas muy conocidas como los cantantes Julio Iglesias y Joan Manuel Serrat, los políticos Jordi Pujol, Ana Botella, Juan Vicente Herrera y Silvia Clemente, deportistas como Dani Pedrosa y Ronaldinho, el humorista Manel Fuentes, los periodistas Luis del Olmo y Fernando Ónega, muchos otros personajes públicos como Antonia Dell’Atte, José Manuel Parada, Arturo Fernández, David Bisbal, Fernando Mallo, Anne Igartiburu, María Teresa Campos, entre muchos otros. Habitualmente la concesión del Cofrade de Honor se realiza en un "botillada" pública en la que se invita a los que van a recibir ese título. Muchas veces ha coincido con la realización de la gala del programa de radio "Protagonistas".

### Ingreso de un nuevo cofrade
El Martes de Carnaval, también conocido, en El Bierzo, como "Entroito" (día en que, según la tradición berciana, se comía el último botillo de la matanza), los cofrades suben a la localidad de Peñalba de Santiago en la que celebran una comida durante la cual se nombran a los nuevos cofrades (cofrades de "número". En caso de no poder subir a Peñalba de Santiago por las inclemencias del tiempo (la carretera es de alta montaña) se les nombra en el Monasterio de Santa María de Carracedo.

### Presidentes de la Cofradía
Han sido presidentes:
- Manuel Reguera
- Ramiro Hidalgo
- César Arias
- José Luis Ramón (actual)

## Actos de la Cofradía

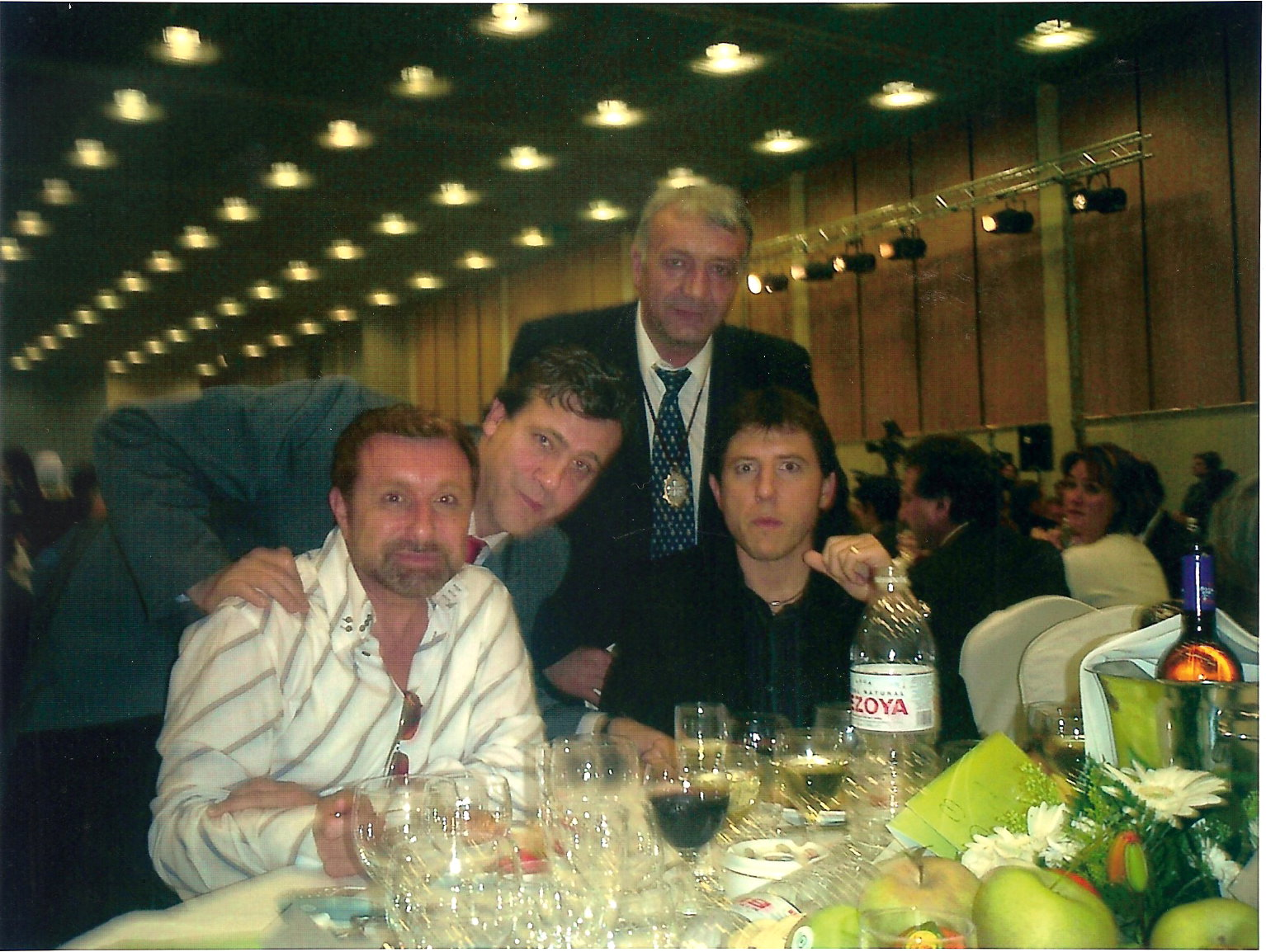
Miembros de la Cofradía con Manel Fuentes y José Manuel Parada (Cofrades de Honor).

La Cofradía ha promocionado el botillo con la convocatoria de numerosos actos públicos y degustaciones, realizando diversas botilladas en numerosos puntos de nuestra geografía y del extranjero: Barcelona, Oviedo, Valencia, León, Valladolid, Madrid, Bruselas, ... una de las que más repercusión tuvo tanto por su lejanía como por su singularidad fue la realizada en Nueva York, dado que no se pueden importar esta clase de productos a los EE. UU. Fue realizada el 29 de abril de 2007 para 300 comensales en el Círculo Español de Nueva York. Como curiosidad, los botillos hubo que realizarlos, por expertos venidos de El Bierzo, con productos estadounidenses en el propio Nueva York. Recientemente se ha repetido la experiencia.

## Hermanamientos
La Cofradía Gastronómica del Real Botillo del Bierzo está hermanada con:
- Cofradía del vino de Rioja.
- Cofradía del Cava
- Cofradía del garbanzo de Castelldefels